# 인공수
인공수(印公秀, ? ~ ?)은 고려의 무신이자, 정치인이다. 본관은 교동(喬桐)이다.

## 생애
아버지는 중랑장, 병마절제사, 병부상서를 지낸 인대신이다.
인공수가 원종에게 원나라 풍속을 따라 복색을 고치기를 권하였는데, 원종은 “나는 차마 조종조의 법을 갑자기 바꿀 수 없으니, 나 죽은 다음에 경들이 마음대로 하라.” 라고 말하면서 거절했다.
1271년(원종 12년)에 그는 몽골에 보내져서 삼별초를 칠 때 몽골 장군 아해(阿海)가 겁내어 구원하지 않은 일을 아뢰니, 황제가 아해를 면직시키고 소환하였다.
같은 해 2월 다시 보성천호(寶城千戶) 등과 함께 몽골에 가서 둔전(屯田)의 폐지와 왕의 친조(親朝)를 주청하고 돌아왔다.
1275년(충렬왕 원년) 그는 문하시중 김방경(金方慶)과 함께 원나라에 가서 전함·병량(兵糧)을 마련하는 데 대한 애로를 진정하고, 일본정벌의 중지를 요청하였다.
후에 필도치(必闍赤: 정방의 서기직)가 되어 기무(機務)에 참여하였다.
1276년(충렬왕 2년)에는 다루가치와 함께 홍주(洪州)에서 금을 캐었다.
1277년(충렬왕 3년)에 환관과 수장(守莊)의 무고로 시각장애인 승려 종동(終同)을 국문하라는 명을 받았다.

## 가족 관계
- 부친 : 인대신
- 장인 : 김지숙
  - 부인 : 광산 김씨 - 판삼사 김지숙의 딸
    - 아들 : 인주(印做)
    - 며느리 : 청주 이씨
      - 손자 : 인당(印璫, ? ~ 1356년)